# Moshers Bay
Moshers Bay – zatoka (ang. bay) w kanadyjskiej prowincji Nowa Szkocja, w hrabstwie Lunenburg, u ujścia rzeki LaHave River; nazwa urzędowo zatwierdzona 21 sierpnia 1974.